# 托茲波因特鎮區 (伊利諾伊州謝爾比縣)
托茲波因特鎮區（英語：Todds Point Township）是位於美國伊利諾伊州謝爾比縣的一個行政鎮區。

## 地方資料
根據2010年美國人口普查的數據，托茲波因特鎮區的面積為50.70平方千米，當中陸地面積為49.30平方千米，而水域面積為1.40平方千米。當地共有人口805人，而人口密度為每平方千米15.88人。